# Diego de Almagro le jeune
Pour les articles homonymes, voir Diego de Almagro (homonymie) et Almagro.
Diego de Almagro dit le jeune (el Mozo en espagnol) est un aventurier péruvien, né à Panama en 1522, et mort à Cuzco le 6 septembre 1542.

## Biographie
Fils de Diego de Almagro et d'une Indienne de Panama, il le rejoint peu après la conquête de l'empire inca, vers 1535. Après la mise à mort de son père, en 1538, il devient son seul héritier. Cependant, les Pizarro l'empêchent de jouir de ses titres, et le gardent sous surveillance à Lima. 
Malgré cela, un certain nombre d'anciens partisans d'Almagro se fédèrent autour de lui. En 1541, sous la conduite de Juan de Rada, ils assassinent Francisco Pizarro. Diego de Almagro le jeune se fait ensuite rapidement reconnaître comme gouverneur par la majorité des villes du Pérou. 
Il doit cependant écraser la résistance de Cuzco. Entre-temps, le nouveau gouverneur nommé par le roi Cristóbal Vaca de Castro arrive au Pérou, et réunit autour de lui une forte troupe. Après l’échec des négociations, la bataille entre partisans d’Almagro et partisans du roi voit la défaite des premiers. Almagro s’enfuit alors à Cuzco, mais est arrêté, jugé puis décapité peu après par son vainqueur.